# Kutsenits

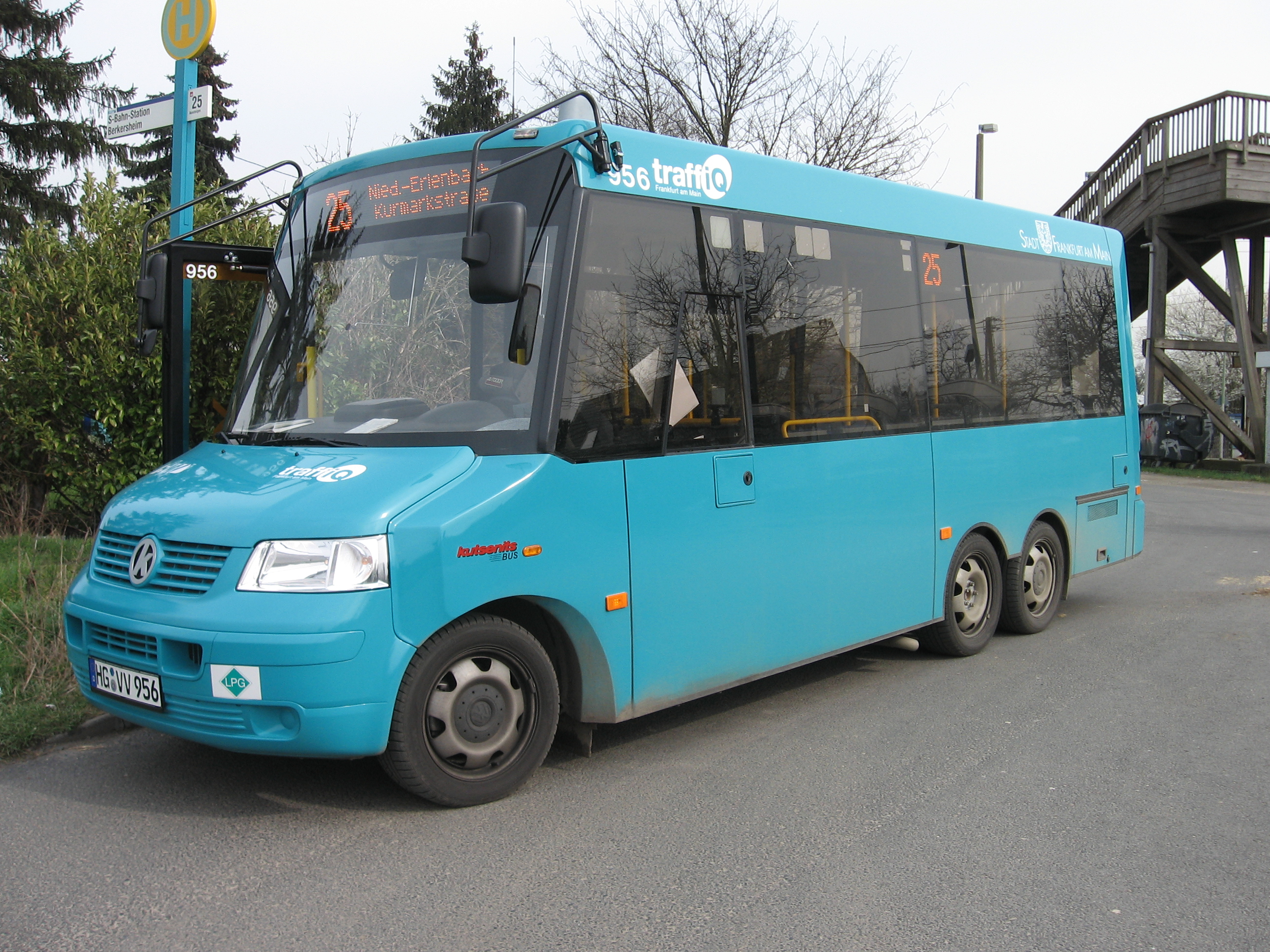
Kutsenits City IV

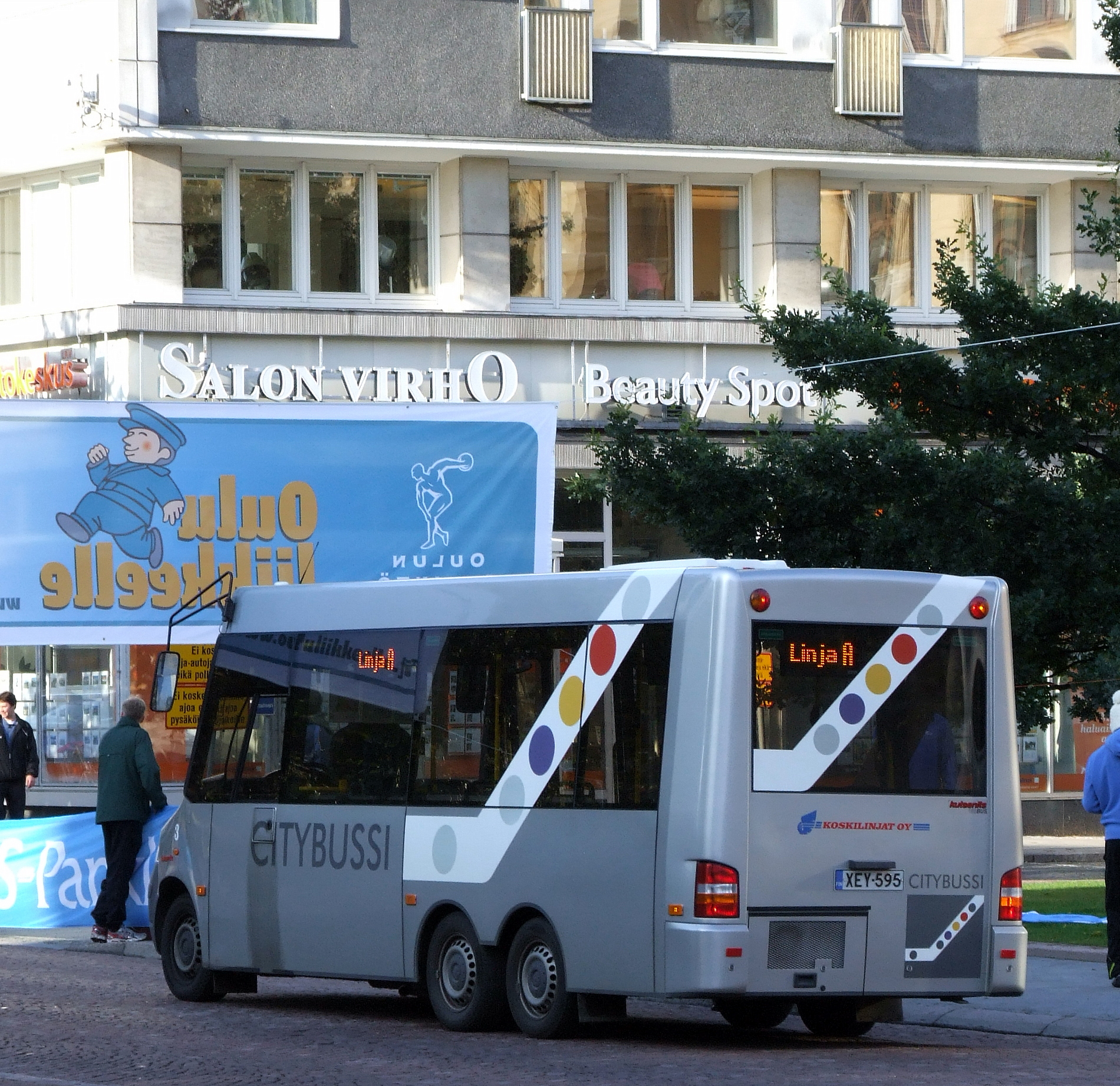
Kutsenits City IV achterzijde

Kutsenits Busconstruction is een Oostenrijkse busbouwer, gevestigd in Hornstein (Burgenland). Het bedrijf bouwt carrosserieën voor minibussen op hoofdzakelijk Volkswagen en Mercedes-Benz chassis.

## Geproduceerde types
- Kutsenits Mini City III
- Kutsenits City III
- Kutsenits City III NF (deze, en bovenstaande op VW Transporter T4 chassis)
- Kutsenits Stario 815 NF (Mercedes-Benz chassis)
- Kutsenits City V (Mercedes-Benz Sprinter)
- Kutsenits City IV - KB 235 (op VW Transporter T5 chassis)

De bovenste vijf types zijn niet meer in productie. Naast de Kutsenits City IV is ook een Hydra City bus (variërend van 7,8 tot 11,1 meter) en een grote 12,4 meter City LE bus op basis van Mercedes-Benz chassis leverbaar.